# Paul Van den Broeck
Pour les articles homonymes, voir Vandenbroek.
Paul Van den Broeck, né le 18 septembre 1904 et mort à une date inconnue, est un bobeur et un joueur de hockey sur glace belge.

## Carrière
Paul Van den Broeck participe aux Jeux olympiques de 1924 à Chamonix et remporte la médaille de bronze en bob à quatre, avec Charles Mulder, René Mortiaux, Victor Verschueren et Henri P. Willems.
Il fait aussi partie de l'équipe de Belgique de hockey sur glace éliminée au premier tour de la compétition de hockey sur glace des Jeux de Chamonix, avec trois défaites.

## Palmarès

### Jeux Olympiques
- : médaillé de bronze en bob à quatre aux Jeux olympiques d'hiver de 1924.